# Engelsk mil
Engelsk mil (engelska: statute mile, vardagligt mile) är en längdenhet i det brittiska måttsystemet som är definierad som exakt 1 609,344 meter. En engelsk mil är 1 760 yard eller 5 280 fot. Det är den normala enheten för att mäta längre avstånd i USA. I Storbritannien har man delvis övergått till metriska enheter. På vägskyltar används dock engelska mil fortfarande. Däremot har man helt övergått till metriska enheter i övriga engelskspråkiga länder som Irland, Kanada och Australien; dock kan äldre generationer hålla kvar vid det äldre systemet att räkna längd. 
Milens ursprung är den romerska milen mille passuum=tusen dubbelsteg som var 1 479 meter. Fram till 1800-talet hade man i många länder i Europa liknande enheter, dock var de inte av samma längd som den engelska eller romerska milen. Exempelvis hade Portugal milha på 2 087,3 meter. På många håll var milen en betydligt längre enhet. Exempelvis den svenska milen på 10 688 meter, och den i Danmark och norra Tyskland på 7 532,5 meter. Milen finns kvar modifierad till exakt 10 kilometer i Sverige och Norge. 
Det finns i USA en annan, aningen längre, mil: survey mile, 1609,34722 meter (3,22 mm längre än en vanlig mile). Den används inom bland annat lantmäteri för att undvika att ändra det uppbyggda systemet från en tid då milen inte var så exakt definierad. 
En "kvadrat-mile" (engelska square mile) motsvarar 1,609344 × 1,609344 (gäller statute miles) = 2,589988 kvadratkilometer, respektive (gäller survey miles) 2,589998 kvadratkilometer. Det skiljer därmed 10 kvadratmeter mellan siffrorna, beroende på vilken definition man använder.

## Konverteringstabeller
| mile      | 1    | 2    | 3    | 4    | 5    | 6    | 7     | 8     | 9     | 10    | 20    | 30    | 40    | 50    | 60    | 70     | 80     | 90     | 100    |
| kilometer | 1,61 | 3,22 | 4,83 | 6,44 | 8,05 | 9,66 | 11,27 | 12,87 | 14,48 | 16,09 | 32,19 | 48,28 | 64,37 | 80,47 | 96,56 | 112,65 | 128,75 | 144,84 | 160,93 |

| kilometer | 1    | 2    | 3    | 4    | 5    | 6    | 7    | 8    | 9    | 10   | 20    | 30    | 40    | 50    | 60    | 70    | 80    | 90    | 100   |
| mile      | 0,62 | 1,24 | 1,86 | 2,49 | 3,11 | 3,73 | 4,35 | 4,97 | 5,59 | 6,21 | 12,43 | 18,64 | 24,85 | 31,07 | 37,28 | 43,50 | 49,71 | 55,92 | 62,14 |

## En drömmil
Att springa en engelsk mil under 4 minuter kallas, att springa drömmilen. Först att klara det var engelsmannen Roger Bannister i Oxford den 6 maj 1954. Förste svensk blev Dan Waern i juli år 1957. Gunder Hägg var nära att klara drömgränsen redan i juli 1945 i Malmö, men missade gränsen med 1,4 sekunder. Det nuvarande svenska rekordet är på 3:49,70, satt av Samuel Pihlström i Oslo den 12 juni 2025. Världsrekordet är 3:43,13, satt av Hicham El Guerrouj i Rom den 7 juli 1999.